# La Rothière
La Rothière település Franciaországban, Aube megyében. Lakosainak száma 125 fő (2022. január 1.). La Rothière Brienne-la-Vieille, Dienville, Juvanzé, Petit-Mesnil, Trannes és Unienville községekkel határos.

## Népesség
A település népessége az elmúlt években az alábbi módon változott:
| Lakosok száma | 118  | 117  | 121  | 110  | 111  | 113  | 109  | 114  | 116  | 125  |
|               | 1968 | 1982 | 1990 | 2006 | 2013 | 2015 | 2017 | 2019 | 2020 | 2022 |